# Falko Zandstra
Falko Zandstra né le 27 décembre 1971 à Heerenveen est un ancien patineur de vitesse néerlandais.

## Biographie
Il est double champion du monde junior en 1990 et 1991. En senior, Falko Zandstra a participé à deux éditions des Jeux olympiques d'hiver en 1992 et 1994 durant lesquels il a obtenu deux médailles, l'argent sur 5 000 m en 1992 et le bronze sur 1 500 m en 1994. En 1993, en raison de ses victoires aux Championnats d'Europe et du monde toutes épreuves, il a été récompensé par le Prix Oscar Mathisen.

## Palmarès

### Jeux olympiques
- Albertville 1992 :  Médaille d'ragent au 5 000 m, 7e au 1 500 m et 10e au 1 000 m
- Lillehammer 1994 :  Médaille de bronze au 1 500 m, 4e au 5 000 m, 4e au 10 000 m

### Autres
- Championnats du monde toutes épreuves
  -  Médaille d'or à Hamar en 1993.
  -  Médaille d'argent à Calgary en 1992.

- Coupe du monde
  - Vainqueur du classement du  1 500 m en 1991-1992 et 1993-1994
  - 21 podiums individuels dont 6 victoires.

## Records personnels
| Épreuve  | Temps          | Date |
| -------- | -------------- | ---- |
| 500 m    | 37 s 89        | 1994 |
| 1 000 m  | 1 min 13 s 98  | 1998 |
| 1 500 m  | 1 min 50 s 90  | 1998 |
| 5 000 m  | 6 min 39 s 57  | 1998 |
| 10 000 m | 13 min 46 s 96 | 1993 |